# (1406) Komppa
(1406) Komppa est un astéroïde de la ceinture principale.

## Description
(1406) Komppa est un astéroïde de la ceinture principale. Il fut découvert le 13 septembre 1936 à Turku par Yrjö Väisälä. Il présente une orbite caractérisée par un demi-grand axe de 2,70 UA, une excentricité de 0,10 et une inclinaison de 12,4° par rapport à l'écliptique.

## Compléments